# Feel Fit Center
Het Feel Fit Center (voorheen Vrijburgbad) is een overdekt zwembad gelegen op de grens van de Nederlandse steden Middelburg en Vlissingen. Het complex beschikt over vier baden: een recreatiebad, een instructiebad, een verenigingsbad en een wedstrijdbad.

## Geschiedenis
Op 1 juli 2003 werd het bad geopend. De constructie van het complex was een samenwerkingsproject van de twee gemeentes Middelburg en Vlissingen. Het zwembad was ter vervanging van zwembad Poelendaele in Middelburg en het Sportfondsenbad in Vlissingen. Het zwembad in Middelburg werd gesloopt om plaats te maken voor een nieuwe kantoor van Rijkswaterstaat. Het zwembad in Vlissingen kreeg in 2006 een nieuwe bestemming als overdekte speeltuin onder de naam Speelcircus Bambini.
In 2016 kwam aan het licht dat een zwemleraar stiekem opnames had gemaakt van acht meisjes tijdens het omkleden.
In 2020 was er een significante prijsstijging voor bezoekers, wat toegeschreven werd aan de belastingverhoging op het energieverbruik. Ook werd er door Stichting Welzijn Middelburg gestart met apart zwemmen voor vrouwen. Dit was onder andere naar aanleiding van allochtone vrouwen die, vanwege hun geloof, niet samen met mannen mogen zwemmen.
Sinds de opening tot eind 2023 werd het zwembad beheerd door Optisport. Vanaf 2024 wordt het zwembad geëxploiteerd door Sportfondsen Nederland. De gemeenten Middelburg en Vlissingen kozen voor een andere exploitant, vanwege een betere score op prijs en kwaliteit bij de aanbesteding. Samen met de verandering van de exploitant, is de naam veranderd van Vrijburgbad naar Feel Fit Center.

## Baden
Het grootste bad van het complex is het wedstrijdbad. Dit bad telt 8 banen met een lengte van 25 meter en een diepte van 2 meter. Uitkijkend over het bad is een vaste tribune met 160 zitplaatsen.
Het verenigingsbad telt 5 banen van 25 meter. Dit bad is voorzien van een springplank op 1 meter hoogte en een plank op 3 meter. De ene helft van het bad heeft een diepte van 4 meter, terwijl de andere maximaal 1 meter en 40 centimeter diep is en voorzien van een in hoogte verstelbare bodem.